# Kempnyia reticulata
Kempnyia reticulata és una espècie d'insecte plecòpter pertanyent a la família dels pèrlids.

## Descripció
- La femella adulta presenta els ulls marrons, els ocels parcialment negres, la base de les antenes marró clar, el pronot amb rugositats i una franja marró, les potes marró clar (tot i que més fosques cap als extrems), les ales amb moltes venes transversals i la placa subgenital arquejada. Fa una longitud total de 16,79 mm, 3,33 de cap, entre 18 i 19 de llargària a les ales anteriors i 17 a les posteriors.
- La larva té un color marró fosc en general amb els ulls negres, tres ocels completament negres, les antenes marrons, la mandíbula amb cinc dents, el pronot marró amb taques pàl·lides formant un patró ornamental i les potes de color marró clar amb espines marronoses. Fa una longitud total de 14,12 mm, el cap 3,7 x 2,91, el pronot 4,05 x 2,16 i l'abdomen 5,92.[5]

## Hàbitat
En el seu estadi immadur és aquàtic i viu a l'aigua dolça, mentre que com a adult és terrestre i volador.

## Distribució geogràfica
Es troba a Sud-amèrica: el Brasil (Espírito Santo, São Paulo, Rio de Janeiro i Minas Gerais).